# 布赖斯通龙属
布赖斯通龙（属名：Brighstoneus，取自怀特岛上的布赖斯通镇，或譯閃石龍）是英国早白垩世威塞克斯组的一属鸭嘴龙形类恐龙，模式种兼唯一种是席氏布赖斯通龙（Brighstoneus simmondsi），所知來自于部分骨骼。

## 歷史

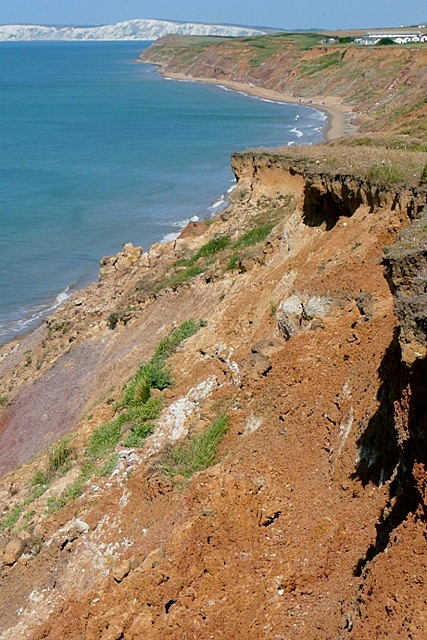
發現地田莊嶺的懸崖景色

1978年夏季，懷特島西南海岸的一場暴風造成田莊嶺峭壁坍塌，使當中的化石清晰可見，掉落至其下的海灘。來自貝辛斯托克的亨伍德（Henwoods）家族來此度假，借了一些鎬和鏟子將採集的骨骼帶回家。隔週地質系學生戴維·理察茲（David Richards）造訪該地點並帶回更多化石。他將化石交給懷特島地質博物館與倫敦自然史博物館，在那裏古生物學家亞倫·查理格將化石鑑定出兩個不同物種，一種是禽龍（後來改成曼特爾龍），另一種則是獸腳類後來命名成新獵龍。
理察茲曾表示還有更多骨骼尚待發掘。「禽龍」化石引發了最多關注。1980年代初期，倫敦自然史博館派出一個團隊前往進一步的挖掘，懷特島當地也有許多業餘古生物學家，他們在博物館團隊的指導下將田莊嶺的岩層進行系統化的挖掘。齊斯與簡妮·西蒙茲（Keith and Jenny Simmonds）發現了更多骨骼，其中將關注焦點轉移至新獵龍的進一步發現，而植食性恐龍的骨骼則漸被忽略。
當狂熱的業餘古生物學家兼恐龍島之友基金會董事傑洛米·洛克伍德（Dr. Jeremy Lockwood）決定對懷特島上發現的禽龍類化石進行大規模的編目整理時，一切開始起了重大變化。他注意到1978年發現的標本牙齒數目比禽龍或曼特爾龍都還要多很多，此外他將巨大的鼻部比擬為巴瑞·曼尼洛的鼻子。當後來得知曼特爾龍年代比該者還年輕約400萬年之後，他得出結論認為這一定是某種未知的新物種。
2021年洛克伍德、大衛·馬提爾（David Martill）、蘇珊娜·梅德曼特描述、命名了模式種西氏布赖斯通龙（Brighstoneus simmondsi）。屬名指來自布赖斯通鎮，論文也提到這裡曾是19世紀英國古生物學先驅威廉·福克斯的家鄉。種名紀念化石發現者齊斯·西蒙茲（Keith Simmonds）。
正模標本MIWG 6348出土於早白垩世威塞克斯组的植物碎屑沉積層，年代可追溯至1億2500萬年前的巴列姆階。是一具包含部分頭骨及下頜的部分骨骼，保存部位有：右前上頜骨、左右上頜骨、左右顴骨、左眼瞼骨、左鼻骨、前齒骨、左右齒骨、八個脊椎、薦骨、六個薦椎、14個肋骨、左右髂骨、可能的前恥突、右坐骨、右股骨。這些骨頭在6×5公尺的區域內，與無關的新獵龍骨骼混雜在一起被發現，其中屍骸可能在化石化之前即被食腐昆蟲啃食。目前標本保存於懷特島地質博物館。這個經常與1976年發現的MIWG.5126標本產生混淆。由於曲折的發現歷史，兩個脊椎和一些碎片已落入私人收藏家手中，沒有參與到2021年的描述論文中。

## 描述
估計身長8公尺及9公噸。

## 分類
布赖斯通龙被分類在禽龍類，除此之外確切位置難以確定，在多個系統發生學分析中，大致落在鴨嘴龍形類的基礎位置。其中一項分析則排除於鴨嘴龍形類之外，與豪勇龍互成姊妹群。

## 古生物學
研究稱布赖斯通龙的鼻部隆起是種兩性異形，可能用來區分性別。

## 古生态学
布赖斯通龙是威尔登群发现的第三种禽龙类分类单元，有别于同一区域的禽龙和曼特尔龙。正模标本与新猎龙骨骼一起发现，证明两种恐龙曾同期共存。